# Dřešín
Dřešín (en allemand : Dreschin, précédemment : Groß-Dřeschin) est une commune du district de Strakonice, dans la région de Bohême-du-Sud, en République tchèque. Sa population s'élevait à 319 habitants en 2020.

## Géographie
Dřešín se trouve à 15 km au sud-ouest de Strakonice, à 56 km au nord-ouest de České Budějovice et à 113 km au sud-est de Prague.
La commune est limitée par Hoslovice au nord, par Čestice et Vacovice à l'est, par Čkyně au sud, par Vacov au sud-ouest, et par Drážov à l'ouest.

## Histoire
La première mention écrite du village date de 1407.

## Administration
La commune se compose de quatre quartiers :
- Dřešín
- Dřešínek
- Hořejšice
- Chvalšovice